# Кромин, Матвей Ильич
Матвей Ильич Кромин (р. ок. 1735 – ум. не ранее 1802) – симбирский гражданский губернатор, действительный статский советник.

## Биография
Из дворян Нижегородской губернии, беспоместный.
Поступил на службу в 1750 году титулярным юнкером в Правительствующий Сенат. С 1755 года в армии – сержант, с 1760 года – адъютант, с 1764 года – обер-аудитор. В 1765–1771 годах – плац-майор крепости св. Елизаветы Елисаветградской провинции. В 1780 году получил чин подполковника.
13 июня 1784 года вышел в отставку в чине полковника и определен был на службу в Екатеринославскую губернию советником уголовной палаты, а в 1787 году был назначен в верхний земский суд председателем.
С сентября 1793 года статский советник. С 29 августа 1797 года председатель Новороссийской палаты суда и расправы. 29 августа 1798 г. произведён в действительные статские советники. 15 декабря 1798 года назначен Саратовским вице-губернатором.
Указом от 18 июля 1799 года назначен Симбирским гражданским губернатором, вступил в должность 23 августа. Приказал выставить у своего дома караул солдат, за что, по жалобам коменданта Симбирска генерал-майора Василия фон-Гессена, указом от 20 сентября 1799 года был отрешен от должности за присвоение ненадлежащих почестей. 21 октября 1799 года передал полномочия вице-губернатору Н. Е. Чирикову.
Два года находился в опале. Прошение о монаршей милости, направленное Павлу I в 1800 году, осталось без ответа. После вступления на трон Александра I подал новому императору прошение о восстановлении в правах. После этого был уволен от службы с назначением пенсии.